# Pusztahollód község
Pusztahollód község (románul: Comuna Holod) község Bihar megyében, Romániában. Központja Pusztahollód, beosztott falvai Alsópatak, Farkaspatak, Forrószeg, Kisdombró, Káptalanhodos, Tenkemocsár, Venter.

## Népessége
A 2011-es népszámlálás adatai alapján a község népessége 3309 fő volt.